# Cryphia aerumna
Cryphia aerumna là một loài bướm đêm trong họ Noctuidae.